# محوطه ده کهنه قاضی خان
محوطه ده کهنه قاضی خان مربوط به هزاره اول است و در شهرستان سقز، بخش مرکزی، روستای قشلاق قاضی واقع شده و این اثر در تاریخ ۲۳ شهریور ۱۳۸۲ با شمارهٔ ثبت ۱۰۰۸۵ به‌عنوان یکی از آثار ملی ایران به ثبت رسیده است.